# Gerhard Schröder (związkowiec)
Gerhard Schröder (ur. 7 marca 1914 w Braniewie, zm. 9 marca 2010 w Kronberg im Taunus) – niemiecki działacz związkowy.

## Życiorys
Gerhard Schröder urodził się na krótko przed wybuchem I wojny światowej w Braniewie (wówczas w Prusach Wschodnich) jako syn urzędnika, dorastał w Elblągu. Po ukończeniu szkoły średniej Schröder rozpoczął karierę oficerską w Wehrmachcie. W czasie II wojny światowej był początkowo oficerem obrony przeciwlotniczej, później szefem baterii, dowódcą oddziału i oficerem sztabu generalnego. Przebywał w obozie jenieckim, następnie zamieszkał z żoną w jej rodzinnym mieście Boppard. Początkowo pracował jako robotnik rolny, później został urzędnikiem sądowym i radnym w Ministerstwie Sprawiedliwości Nadrenii-Palatynatu.
Od 1952 był zaangażowanym członkiem niemieckiego związku zawodowego dBB Beamtenbund und Tarifunion (pol. Niemieckie Zrzeszenie Urzędników i Unia Taryfowa). W 1961 roku został dyrektorem regionalnego szczebla DBB. W 1968 został ogólnokrajowym przewodniczącym stowarzyszenia Bund der Ruhestandsbeamten, Rentner und Hinterbliebenen (stowarzyszenie emerytowanych urzędników, emerytów i rencistów). Był założycielem i wieloletnim redaktorem czasopisma Aktiv in Ruhestand, w którym publikował do 89 roku życia, podpisując się („gs”).
Od przejścia na emeryturę w 1981 roku pozostawał honorowym przewodniczącym stowarzyszenia dBB Beamtenbund und Tarifunion. Oprócz wielu publikacji, w 1994 wydał książkę „Alte, wehrt Euch!“ (Seniorzy, brońcie się!).
Gerhard Schröder został odznaczony Krzyżem Żelaznym Krzyż I klasy oraz Orderem Zasługi Republiki Federalnej Niemiec I klasy.